# Waschhuis
Waschhuis of Washuis is de naam voor een aantal voormalige voorwerken of kloosterboerderijen in de provincie Groningen. De naam is misschien afkomstig van een familie Wasinge, dan wel van het Oudfriese woord wase ('modder') met het bijvoeglijk naamwoord wasich ('modderig').
- Leegkerk: de boerderijen 'Groot' en 'Klein Waschhuis' aan het Aduarderdiep waren voor 1594 eigendom van het klooster Aduard. Bij het huis en het land hoorde het recht van veer
- Wierum: de boerderij 'Wasingehuis' aan het Reitdiep was voor 1594 eveneens eigendom van het klooster Aduard. Bij de boerderij hoorde het veerrecht over het Reitdiep
- Ten Boer: de boerderijen 'Groot' en 'Klein Waschhuis' in de buurtschap Bouwerschap waren voor 1594 eigendom  van het klooster Thesinge. Zij gaven hun naam aan de Waschhuister of Westerbauwester Zijleed binnen het Generale Zijlvest der Drie Delfzijlen, dat verantwoordelijk was voor het onderhoud van het Lustigemaar. De boerderij wordt tegenwoordig 'Groot Wasinghehuis' genoemd en bevindt zich aan het einde van de Washuisterweg, die zich voortzet als de weg naar Lageland. De boerderij Waskhuse of Waschhues aan de Waschhuser wech wordt in de jaren 1470 en 1471 voor het eerst vermeld
- Wittewierum: de boerderij 'Waschhuis' bij Wittewierum, eigendom van het klooster aldaar en vermeld in 1632